# Ford Fiesta
De Ford Fiesta was een middelgrote wagen uit de compacte klasse van het Amerikaanse automerk Ford.
In 1976 introduceerde Ford de Fiesta als nieuw model in de compacte klasse. Het was een auto die niet al te duur was, en toch goede rijeigenschappen had. De kenmerkende grille zorgde ervoor dat de Fiesta een voor die tijd zeer goede Cw-waarde had. De Ford Fiesta kende acht generaties, al spreekt Ford zelf van zeven generaties (waarbij de eerste generatie tot 1989 werd geproduceerd) en sommigen maar van zes generaties.  De verschillende generaties zijn qua uiterlijk erg verschillend. Sinds 2017 produceert Ford de achtste generatie van de Fiesta. Hij is groter geworden en vooral luxueuzer ten opzichte van zijn voorgangers.
In oktober 2022 werd bekend dat Ford in 2023 ging stoppen met de productie van de Fiesta. Ford concentreert zich op elektrische auto's tegen 2030 en daarin is geen ruimte voor een nieuw model van de Fiesta. Op 7 juli 2023 werd de laatste Fiesta geproduceerd in Keulen.

## Project Bobcat
Al in 1969 werd er bij Ford onder impuls van Henry Ford II een studie gestart over de rentabiliteit van een compacte wagen. Hierbij werden de concurrenten in deze klasse uitvoerig bestudeerd. Vooral de Fiat 127 gold als voorbeeld. Het ontwerp van de wagen ging gepaard met een grootscheepse marktstudie in verschillende continenten. Er liepen twee parallelle ontwerpstudies, een in Detroit en een bij de Italiaanse afdeling Ghia. Er werd gekozen voor het ontwerp van Tom Tjaarda van Ghia. Voor de productie van de eerste wagens werd gekozen voor de nieuwe fabriek in het Spaanse Almussafes bij Valencia. Hierdoor werd ook gekozen voor een Spaanse naam. Het project Bobcat, zoals de ontwikkeling van de Fiesta binnen Ford werd genoemd, was tot dan het duurste in de geschiedenis van het bedrijf met een geschatte kost van ongeveer 1 miljard dollar.

## Eerste generatie (1976-1983)
De Fiesta werd als driedeurs hatchback en als bestelwagen gebouwd. De verschillende uitvoeringen waren met 1,0-, 1,1-, 1,3- en 1,6 liter-benzinemotoren te koop. De Fiesta Super S met 1,1- of 1,3 liter-motor geldt als de voorloper van de latere XR2 met 1,6 liter en 84 pk. Deze had ook al de sierstrips aan de zijkant (bouwjaren 1980 tot 1981). Van de motorsportafdelingen kwam in dezelfde tijd de Fiesta X met 1,1 liter-motor en 70 pk. (Als basis diende de Fiesta Ghia.)
In de basismodellen werd de 8-kleppen 4-cilinder OHV-motor met carburateur ingebouwd. Dat model motor werd nog tot in 2002 gebouwd, met het verschil dat er mono- en later multipoint benzine-injectie werd gebruikt. Van de Fiesta was ook een actiemodel leverbaar, genaamd "Festival".

### Facelift
Met de facelift onderging de Fiesta talrijke wijzigingen. Het meest opvallend waren de nieuwe, grotere bumpers met kunststofhoeken en de ronde pinkers. Ook kwam er een nieuw actiemodel, genaamd "Bravo".

### Motoren

#### Benzine
| Type    | Motor    | Motor     | Motor   | Vermogen | Koppel | Transmissie           | 0–100 km/h | Topsnelheid | Jaartal     |
| Type    | Inhoud   | Cilinders | Kleppen | Vermogen | Koppel | Transmissie           | 0–100 km/h | Topsnelheid | Jaartal     |
| ------- | -------- | --------- | ------- | -------- | ------ | --------------------- | ---------- | ----------- | ----------- |
| 950     | 957 cm³  | 4-in-lijn | 8       | 45 pk    | 65 Nm  | handgeschakelde 4-bak | 17,6 s     | 137 km/h    | 1976 - 1983 |
| 1.1     | 1117 cm³ | 4-in-lijn | 8       | 55 pk    | 80 Nm  | handgeschakelde 4-bak | 16,1 s     | 145 km/h    | 1976 - 1983 |
| 1.3     | 1298 cm³ | 4-in-lijn | 8       | 66 pk    | 94 Nm  | handgeschakelde 4-bak | 12,3 s     | 158 km/h    | 1977 - 1983 |
| 1.6 XR2 | 1598 cm³ | 4-in-lijn | 8       | 83 pk    | 125 Nm | handgeschakelde 4-bak | 10,1 s     | 170 km/h    | 1981 - 1983 |

## Tweede generatie (1983-1989)
De tweede generatie was eigenlijk ook een facelift van de eerste generatie, maar met een nieuw front en met een geheel veranderd binnendesign. In 1985 rolde de eerste Fiesta met een dieselmotor (1,6 liter / 40 kW / 54 pk) van de band. De sportversie had 71 kW (96 pk) en heette nog steeds "XR2". Bij carrosseriebedrijf AGM in Wijchen werden enkele cabrio-varianten geproduceerd, hoofdzakelijk voor de Duitse markt, in Nederland zijn er slechts vijf geleverd. In Engeland werd de cabrio door Crawford gebouwd voor de Engelse markt. Deze cabriovariant is zeer zeldzaam. De Fiesta werd vanaf 1986 ook met een 1,4 liter-motor met 54 kW (73 pk) geleverd. Nieuw was vanaf 1987 de traploze automatische versnellingsbak (CTX).

### Motoren

#### Benzine
| Type    | Motor    | Motor     | Motor   | Vermogen | Koppel | Transmissie                 | 0–100 km/h    | Topsnelheid    | Jaartal     |
| Type    | Inhoud   | Cilinders | Kleppen | Vermogen | Koppel | Transmissie                 | 0–100 km/h    | Topsnelheid    | Jaartal     |
| ------- | -------- | --------- | ------- | -------- | ------ | --------------------------- | ------------- | -------------- | ----------- |
| 1.0     | 957 cm³  | 4-in-lijn | 8       | 45 pk    | 68 Nm  | handgeschakelde 4-bak       | 19,8 s        | 137 km/h       | 1983 - 1989 |
| 1.1     | 1117 cm³ | 4-in-lijn | 8       | 50 pk    | 83 Nm  | handgeschakelde 4-bak / CVT | 16,9 / 16,9 s | 142 / 142 km/h | 1983 - 1987 |
| 1.1     | 1117 cm³ | 4-in-lijn | 8       | 49 pk    | 81 Nm  | handgeschakelde 5-bak       | 18,1 s        | 141 km/h       | 1987 - 1989 |
| 1.3     | 1296 cm³ | 4-in-lijn | 8       | 69 pk    | 100 Nm | handgeschakelde 5-bak       | 12,2 s        | 163 km/h       | 1984 - 1986 |
| 1.4     | 1392 cm³ | 4-in-lijn | 8       | 75 pk    | 106 Nm | handgeschakelde 5-bak       | 12,1 s        | 165 km/h       | 1986 - 1989 |
| 1.6 XR2 | 1597 cm³ | 4-in-lijn | 8       | 96 pk    | 133 Nm | handgeschakelde 5-bak       | 9,9 s         | 180 km/h       | 1984 - 1986 |
| 1.6 XR2 | 1597 cm³ | 4-in-lijn | 8       | 95 pk    | 132 Nm | handgeschakelde 5-bak       | 10,3 s        | 175 km/h       | 1986 - 1989 |

#### Diesel
| Type  | Motor    | Motor     | Motor   | Vermogen | Koppel | Transmissie           | 0–100 km/h | Topsnelheid | Jaartal     |
| Type  | Inhoud   | Cilinders | Kleppen | Vermogen | Koppel | Transmissie           | 0–100 km/h | Topsnelheid | Jaartal     |
| ----- | -------- | --------- | ------- | -------- | ------ | --------------------- | ---------- | ----------- | ----------- |
| 1.6 D | 1598 cm³ | 4-in-lijn | 8       | 54 pk    | 95 Nm  | handgeschakelde 5-bak | 17,3 s     | 148 km/h    | 1984 - 1989 |

## Derde generatie (1989-1996)
In maart 1989 kwam Ford met een geheel nieuwe Fiesta. Het faceliftmodel 1984 begon in de laatste productiejaren redelijk gedateerd te raken, vergeleken met concurrerende modellen in hetzelfde segment. De nieuwe Fiesta werd een verkoopsucces. Ook kwam er weer een sportieve versie van de Fiesta, namelijk de RS Turbo. De RS Turbo had een 1,6 liter-motor met turbo-injectie. Ook kwam er weer een XR2i op de markt. Nieuw was dat de Fiesta ook leverbaar was in vijfdeurs-uitvoering. Van de Fiesta kwamen er ook enkele actiemodellen op de markt, genaamd "Cheers" en "Flash".

### Facelift
In 1992 werd de RS-Turbo vervangen door de 130pk sterke XR2i.
In december 1995 kreeg de Fiesta een facelift. Dit model beschikte over een versterkte kooiconstructie en een nieuw onderstel. Uiterlijke veranderingen bleven echter beperkt. Het meest in het oog springend waren de ovale richtingaanwijzers in de spatborden en het tankdopklepje. Met de introductie van het faceliftmodel verdween de XR2i met 130pk. De 1,0- en 1,1 liter-motoren in de Fiesta werden vervangen door modernere motoren.
In november 1995 kwam de Fiesta 1996 op de markt. Het faceliftmodel van de Fiesta 1989 bleef nog tot en met juli 1996 op de markt. Het oude model werd verkocht onder de naam Fiesta "Classic".

### Motoren

#### Benzine
| Type         | Motor    | Motor     | Motor   | Vermogen | Koppel | Transmissie                 | 0–100 km/h    | Topsnelheid    | Jaartal     |
| Type         | Inhoud   | Cilinders | Kleppen | Vermogen | Koppel | Transmissie                 | 0–100 km/h    | Topsnelheid    | Jaartal     |
| ------------ | -------- | --------- | ------- | -------- | ------ | --------------------------- | ------------- | -------------- | ----------- |
| 1.1          | 1118 cm³ | 4-in-lijn | 8       | 54 pk    | 86 Nm  | CVT                         | 17,2 s        | 142 km/h       | 1989 - 1991 |
| 1.1i         | 1118 cm³ | 4-in-lijn | 8       | 50 pk    | 83 Nm  | handgeschakelde 5-bak       | 18,1 s        | 143 km/h       | 1989 - 1996 |
| 1.3i         | 1264 cm³ | 4-in-lijn | 8       | 60 pk    | 101 Nm | handgeschakelde 5-bak / CVT | 14,7 / 16,7 s | 153 / 149 km/h | 1991 - 1996 |
| 1.4          | 1392 cm³ | 4-in-lijn | 8       | 75 pk    | 106 Nm | CVT                         | 12,6 s        | 160 km/h       | 1990 - 1991 |
| 1.4i         | 1392 cm³ | 4-in-lijn | 8       | 71 pk    | 103 Nm | handgeschakelde 5-bak       | 13,0 s        | 162 km/h       | 1989 - 1994 |
| 1.4i         | 1393 cm³ | 4-in-lijn | 8       | 75 pk    | 109 Nm | handgeschakelde 5-bak       | 12,8 s        | 167 km/h       | 1994 - 1995 |
| 1.6i         | 1598 cm³ | 4-in-lijn | 16      | 90 pk    | 129 Nm | handgeschakelde 5-bak       | 11,2 s        | 177 km/h       | 1994 - 1995 |
| 1.6 XR2i     | 1598 cm³ | 4-in-lijn | 8       | 103 pk   | 135 Nm | handgeschakelde 5-bak       | 10,1 s        | 187 km/h       | 1989 - 1992 |
| 1.8i S 16V   | 1796 cm³ | 4-in-lijn | 16      | 105 pk   | 153 Nm | handgeschakelde 5-bak       | 9,6 s         | 182 km/h       | 1992 - 1994 |
| 1.8 XR2i 16V | 1796 cm³ | 4-in-lijn | 16      | 131 pk   | 162 Nm | handgeschakelde 5-bak       | 8,5 s         | 200 km/h       | 1992 - 1995 |
| 1.6 RS Turbo | 1598 cm³ | 4-in-lijn | 8       | 132 pk   | 180 Nm | handgeschakelde 5-bak       | 8,2 s         | 205 km/h       | 1990 - 1992 |

#### Diesel
| Type  | Motor    | Motor     | Motor   | Vermogen | Koppel | Transmissie           | 0–100 km/h | Topsnelheid | Jaartal     |
| Type  | Inhoud   | Cilinders | Kleppen | Vermogen | Koppel | Transmissie           | 0–100 km/h | Topsnelheid | Jaartal     |
| ----- | -------- | --------- | ------- | -------- | ------ | --------------------- | ---------- | ----------- | ----------- |
| 1.8 D | 1753 cm³ | 4-in-lijn | 8       | 60 pk    | 110 Nm | handgeschakelde 5-bak | 16,0 s     | 152 km/h    | 1989 - 1996 |

## Vierde generatie (1995-2002)
In november 1995 werd de vernieuwde Fiesta officieel gepresenteerd. Het model 1996 werd gebouwd op het onderstel van het gefacelifte model van de Fiesta 1989. Het model kreeg rondere vormen. De Fiesta werd gezien als voorbode van het "New Edge"-design van Ford. Met de introductie van het model 1996 verdwenen de sportievere versies uit het gamma. Ook van met model 1996 verscheen er weer een actiemodel op de markt, genaamd "Studio".
Tijdens de ontwikkeling van de vierde generatie Fiesta verwierf Ford een meerderheidsbelang in het Japanse Mazda. De vierde generatie Fiesta werd ook uitgebracht als Mazda 121.
Met de introductie van de Ford Focus in 1999 raakte de Fiesta achterhaald. Voor Ford werd het tijd om het model 1996 van een nieuw front te voorzien om de verkopen weer iets op te krikken. Het front was enigszins gebaseerd op het front van de nieuwe Focus. Ook van dit model verscheen er een "Classic"-uitvoering op de markt. Het model 1999 was het laatste Fiesta-model dat in de fabriek in het Engelse Dagenham werd geproduceerd. Bij het stopzetten van die fabriek werden de 1200 werknemers overgeplaatst naar de nieuwe fabriek waar latere Fiesta-modellen werden gebouwd. Voor de werknemers werden nabij de fabriek woningen beschikbaar gesteld.

### Motoren

#### Benzine
| Type     | Motor    | Motor     | Motor   | Vermogen | Koppel | Transmissie                 | 0–100 km/h    | Topsnelheid    | Jaartal     |
| Type     | Inhoud   | Cilinders | Kleppen | Vermogen | Koppel | Transmissie                 | 0–100 km/h    | Topsnelheid    | Jaartal     |
| -------- | -------- | --------- | ------- | -------- | ------ | --------------------------- | ------------- | -------------- | ----------- |
| 1.3i     | 1299 cm³ | 4-in-lijn | 8       | 60 pk    | 103 Nm | handgeschakelde 5-bak       | 15,9 s        | 155 km/h       | 1996 - 1999 |
| 1.3i     | 1299 cm³ | 4-in-lijn | 8       | 60 pk    | 103 Nm | handgeschakelde 5-bak       | 16,4 s        | 153 km/h       | 1999 - 2002 |
| 1.3i 16V | 1242 cm³ | 4-in-lijn | 16      | 75 pk    | 110 Nm | handgeschakelde 5-bak / CVT | 12,7 / 15,6 s | 170 / 160 km/h | 1995 - 1999 |
| 1.3i 16V | 1242 cm³ | 4-in-lijn | 16      | 75 pk    | 110 Nm | handgeschakelde 5-bak / CVT | 13,1 / 15,9 s | 167 / 162 km/h | 1999 - 2002 |
| 1.4i 16V | 1388 cm³ | 4-in-lijn | 16      | 90 pk    | 122 Nm | handgeschakelde 5-bak       | 10,8 s        | 182 km/h       | 1996 - 1998 |
| 1.6i 16V | 1596 cm³ | 4-in-lijn | 16      | 105 pk   | 145 Nm | handgeschakelde 5-bak       | 10,2 s        | 182 km/h       | 2000 - 2002 |

#### Diesel
| Type   | Motor    | Motor     | Motor   | Vermogen | Koppel | Transmissie           | 0–100 km/h | Topsnelheid | Jaartal     |
| Type   | Inhoud   | Cilinders | Kleppen | Vermogen | Koppel | Transmissie           | 0–100 km/h | Topsnelheid | Jaartal     |
| ------ | -------- | --------- | ------- | -------- | ------ | --------------------- | ---------- | ----------- | ----------- |
| 1.8 D  | 1753 cm³ | 4-in-lijn | 8       | 60 pk    | 110 Nm | handgeschakelde 5-bak | 17,6 s     | 158 km/h    | 1995 - 1999 |
| 1.8 D  | 1753 cm³ | 4-in-lijn | 8       | 60 pk    | 105 Nm | handgeschakelde 5-bak | 17,5 s     | 155 km/h    | 1999- 2000  |
| 1.8 DI | 1753 cm³ | 4-in-lijn | 8       | 75 pk    | 140 Nm | handgeschakelde 5-bak | 14,3 s     | 168 km/h    | 2000- 2002  |

## Vijfde generatie (2002-2008)
In november 2001 kwam Ford met een nieuw model Fiesta, de Mk5. De geheel nieuwe Fiesta was in alle opzichten gegroeid. Voor het eerst kon de Fiesta worden geleverd met turbodieselmotoren, namelijk 1,4 TDCi (68 pk) en de 1,6 TDCi (90 pk). Ook kwam er een lang verwachte sportieve variant van de Fiesta. Deze variant heette ST en was voorzien van een 2,0 liter-motor met 150 pk.
De 1,4 TDCi- en 1,6 TDCi-motoren werden samen met Peugeot ontwikkeld. Deze motoren zijn ook te vinden in verschillende Peugeots en Citroëns.

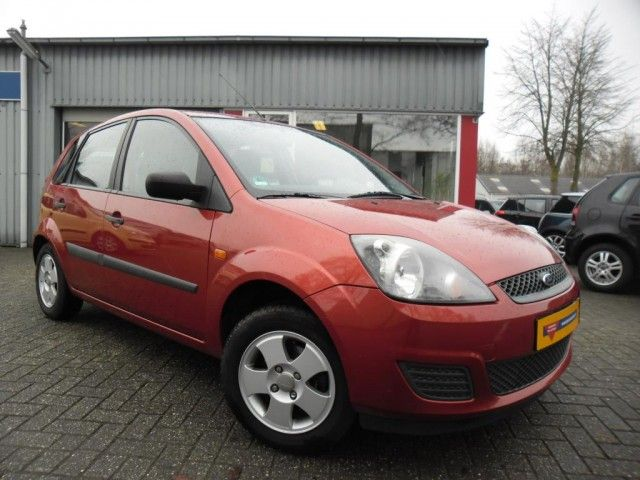
Ford Fiësta Mk5.5

In 2005 kwam het faceliftmodel Mk5.5 op de markt.

### Motoren

#### Benzine
| Type       | Motor    | Motor     | Motor   | Vermogen | Koppel | Transmissie                                   | 0–100 km/h    | Topsnelheid    | Jaartal    |
| Type       | Inhoud   | Cilinders | Kleppen | Vermogen | Koppel | Transmissie                                   | 0–100 km/h    | Topsnelheid    | Jaartal    |
| ---------- | -------- | --------- | ------- | -------- | ------ | --------------------------------------------- | ------------- | -------------- | ---------- |
| 1.3i       | 1299 cm³ | 4-in-lijn | 8       | 70 pk    | 106 Nm | handgeschakelde 5-bak                         | 15,3 s        | 160 km/h       | 2003- 2008 |
| 1.25i 16V  | 1242 cm³ | 4-in-lijn | 16      | 70 pk    | 110 Nm | handgeschakelde 5-bak                         | 14,8 s        | 160 km/h       | 2003- 2004 |
| 1.4i 16V   | 1388 cm³ | 4-in-lijn | 16      | 80 pk    | 124 Nm | handgeschakelde 5-bak / 5-traps semi automaat | 13,2 / 14,6 s | 166 / 166 km/h | 2003- 2008 |
| 1.6i 16V   | 1596 cm³ | 4-in-lijn | 16      | 100 pk   | 146 Nm | handgeschakelde 5-bak / 4-traps automaat      | 11,0 / 11,9 s | 184 / 179 km/h | 2003- 2008 |
| 2.0 16V ST | 1999 cm³ | 4-in-lijn | 16      | 150 pk   | 190 Nm | handgeschakelde 5-bak                         | 8,4 s         | 208 km/h       | 2005- 2008 |

#### Diesel
| Type         | Motor    | Motor     | Motor   | Vermogen | Koppel | Transmissie                                   | 0–100 km/h    | Topsnelheid    | Jaartal    |
| Type         | Inhoud   | Cilinders | Kleppen | Vermogen | Koppel | Transmissie                                   | 0–100 km/h    | Topsnelheid    | Jaartal    |
| ------------ | -------- | --------- | ------- | -------- | ------ | --------------------------------------------- | ------------- | -------------- | ---------- |
| 1.4 TDCi     | 1398 cm³ | 4-in-lijn | 8       | 60 pk    | 160 Nm | handgeschakelde 5-bak / 5-traps semi automaat | 15,5 / 16,9 s | 163 / 163 km/h | 2003- 2005 |
| 1.6 16V TDCi | 1560 cm³ | 4-in-lijn | 16      | 90 pk    | 204 Nm | handgeschakelde 5-bak                         | 11,9 s        | 180 km/h       | 2005- 2008 |

## Zesde generatie (2008-2017)
De zesde generatie Fiesta werd in het begin van de herfst van 2008 gelanceerd en deelt zijn platform met de Mazda2. Er gingen geruchten dat de naam Fiesta zou worden vervangen door Verve, maar dit is niet gebeurd. Op de achterkant van de auto staat naast het Ford-logo al ruim 30 jaar de vertrouwde naam "Fiesta". De Fiesta is vormgegeven volgens het Kinetic Design, dat ook is toegepast op de Mondeo en de S-Max van Ford. 
Ford verkoopt de Fiesta alleen in Europa, maar vanaf 2010 worden er ook modellen verkocht in Noord-Amerika, Australië en Maleisië. De auto wordt geproduceerd in het Duitse Keulen en in Thailand. Later zal er een ECOnetic-model volgen, aangedreven door een 1.6 TDCI-dieselmotor met een vermogen van 66 kW (90 pk) en een CO2-uitstoot van 98 g/km met een verbruik van 3,6 l/100 km. Vanaf 2012 is dit model ook leverbaar met 70 kW (95 pk) en een start/stop-systeem, wat resulteert in een CO2-uitstoot van 87 g/km en een gemiddeld verbruik van 3,3 l/100 km.

### Motoren

#### Benzine
| Type                 | Motor    | Motor     | Motor   | Vermogen | Koppel | Transmissie                                | 0–100 km/h    | Topsnelheid    | Jaartal    |
| Type                 | Inhoud   | Cilinders | Kleppen | Vermogen | Koppel | Transmissie                                | 0–100 km/h    | Topsnelheid    | Jaartal    |
| -------------------- | -------- | --------- | ------- | -------- | ------ | ------------------------------------------ | ------------- | -------------- | ---------- |
| 1.25                 | 1242 cm³ | 4-in-lijn | 16      | 60 pk    | 114 Nm | handgeschakelde 5-bak                      | 16,9 s        | 152 km/h       | 2008- 2012 |
| 1.0                  | 999 cm³  | 3-in-lijn | 12      | 65 pk    | 105 Nm | handgeschakelde 5-bak                      | 16,8 s        | 155 km/h       | 2012- 2016 |
| 1.25                 | 1242 cm³ | 4-in-lijn | 16      | 82 pk    | 109 Nm | handgeschakelde 5-bak                      | 13,3 s        | 168 km/h       | 2008- 2012 |
| 1.0                  | 999 cm³  | 3-in-lijn | 12      | 80 pk    | 105Nm  | handgeschakelde 5-bak                      | 14,9 s        | 165 km/h       | 2012- 2016 |
| 1.4                  | 1388 cm³ | 4-in-lijn | 16      | 96 pk    | 128 Nm | handgeschakelde 5-bak / 4-traps automaat   | 12,2 / 13,9 s | 175 / 166 km/h | 2008- 2012 |
| 1.0 Ecoboost         | 999 cm³  | 3-in-lijn | 12      | 100 pk   | 170 Nm | handgeschakelde 5-bak / 6-traps Powershift | 11,2 / 10,8 s | 180 / 180 km/h | 2012- 2016 |
| 1.6 TI-VCT           | 1596 cm³ | 4-in-lijn | 16      | 105 pk   | 150 Nm | 6-traps Powershift                         | 10,5 s        | 184 km/h       | 2012- 2014 |
| 1.6 TI-VCT           | 1596 cm³ | 4-in-lijn | 16      | 120 pk   | 152 Nm | handgeschakelde 5-bak                      | 9,9 s         | 193 km/h       | 2008- 2012 |
| 1.0 Ecoboost         | 999 cm³  | 3-in-lijn | 12      | 125 pk   | 200 Nm | handgeschakelde 5-bak                      | 9,4 s         | 196 km/h       | 2012- 2016 |
| 1.0 Ecoboost         | 999 cm³  | 3-in-lijn | 12      | 140 pk   | 210 Nm | handgeschakelde 5-bak                      | 9,0 s         | 201 km/h       | 2014- 2016 |
| 1.6 Ecoboost ST1/ST2 | 1595 cm³ | 4-in-lijn | 16      | 182 pk   | 290 Nm | handgeschakelde 6-bak                      | 6,9 s         | 225 km/h       | 2013- 2017 |

#### LPG
| Type    | Motor    | Motor     | Motor   | Vermogen | Koppel | Transmissie           | 0–100 km/h | Topsnelheid | Jaartal    |
| Type    | Inhoud   | Cilinders | Kleppen | Vermogen | Koppel | Transmissie           | 0–100 km/h | Topsnelheid | Jaartal    |
| ------- | -------- | --------- | ------- | -------- | ------ | --------------------- | ---------- | ----------- | ---------- |
| 1.4 LPG | 1388 cm³ | 4-in-lijn | 16      | 92 pk    | 125 Nm | handgeschakelde 5-bak | 12,2 s     | 175 km/h    | 2009- 2012 |

#### Diesel
| Type              | Motor    | Motor     | Motor   | Vermogen | Koppel | Transmissie           | 0–100 km/h | Topsnelheid | Jaartal    |
| Type              | Inhoud   | Cilinders | Kleppen | Vermogen | Koppel | Transmissie           | 0–100 km/h | Topsnelheid | Jaartal    |
| ----------------- | -------- | --------- | ------- | -------- | ------ | --------------------- | ---------- | ----------- | ---------- |
| 1.4 TDCI          | 1399 cm³ | 4-in-lijn | 16      | 71 pk    | 160 Nm | handgeschakelde 5-bak | 15,00      | 162 km/h    | 2010- 2012 |
| 1.6 TDCi          | 1560 cm³ | 4-in-lijn | 16      | 90 pk    | 204 Nm | handgeschakelde 5-bak | 12,3 s     | 178 km/h    | 2008- 2010 |
| 1.6 TDCi          | 1560 cm³ | 4-in-lijn | 16      | 95 pk    | 205 Nm | handgeschakelde 5-bak | 11,8 s     | 175 km/h    | 2010- 2011 |
| 1.6 TDCi Econetic | 1560 cm³ | 4-in-lijn | 16      | 95 pk    | 205 Nm | handgeschakelde 5-bak | 12,9 s     | 178 km/h    | 2011- 2012 |
| 1.6 TDCi          | 1560 cm³ | 4-in-lijn | 8       | 95 pk    | 205 Nm | handgeschakelde 5-bak | 11,9 s     | 178 km/h    | 2012- 2015 |
| 1.5 TDCi          | 1499 cm³ | 4-in-lijn | 8       | 75 pk    | 205 Nm | handgeschakelde 5-bak | 13,5 s     | 167 km/h    | 2015- 2017 |

## Zevende generatie (2017-2023)
De laatste generatie Fiesta werd eind 2016 in Duitsland voorgesteld. Begin 2017 reden de eerste nieuwe-generatie-Fiesta's rond. De nadruk werd vooral gelegd op het verbeteren van de afwerking van het interieur. Dit werd bij de vorige generatie vaak als minpunt aangehaald. Iedere Fiesta kan nu beschikken over het SYNC 3-systeem van Ford. De bediening hiervan verloopt via een aanraakscherm en omvat de radio, navigatie, telefoonverbinding en verdere instellingen. Daarnaast werden enkele veiligheidsvoorzieningen standaard zoals automatische lichten en Lane Keeping System. 
De nieuwe Fiesta werd 7 cm langer en 2 cm breder dan zijn voorganger. In totaal zijn er 6 uitvoeringsniveaus (Trend, Business, Titanium, ST-Line, Active en Vignale). Er zijn 2 benzinemotoren beschikbaar. De nieuwe 1.1 benzine (70 of 85 pk) en de bekende 1.0 EcoBoost met 100, 125 of 140 pk. De sportieve ST-variant van de Fiesta beschikt over een 1.5l EcoBoost-motor met 200 pk. Opmerkelijk is dat deze 1.5 ook een 3-cilindermotor is. Dieselmotoren zijn enkel in 1.5 diesel met 85 of 120pk.
In juli 2023 stopte de productie van de Fiesta in Europa.

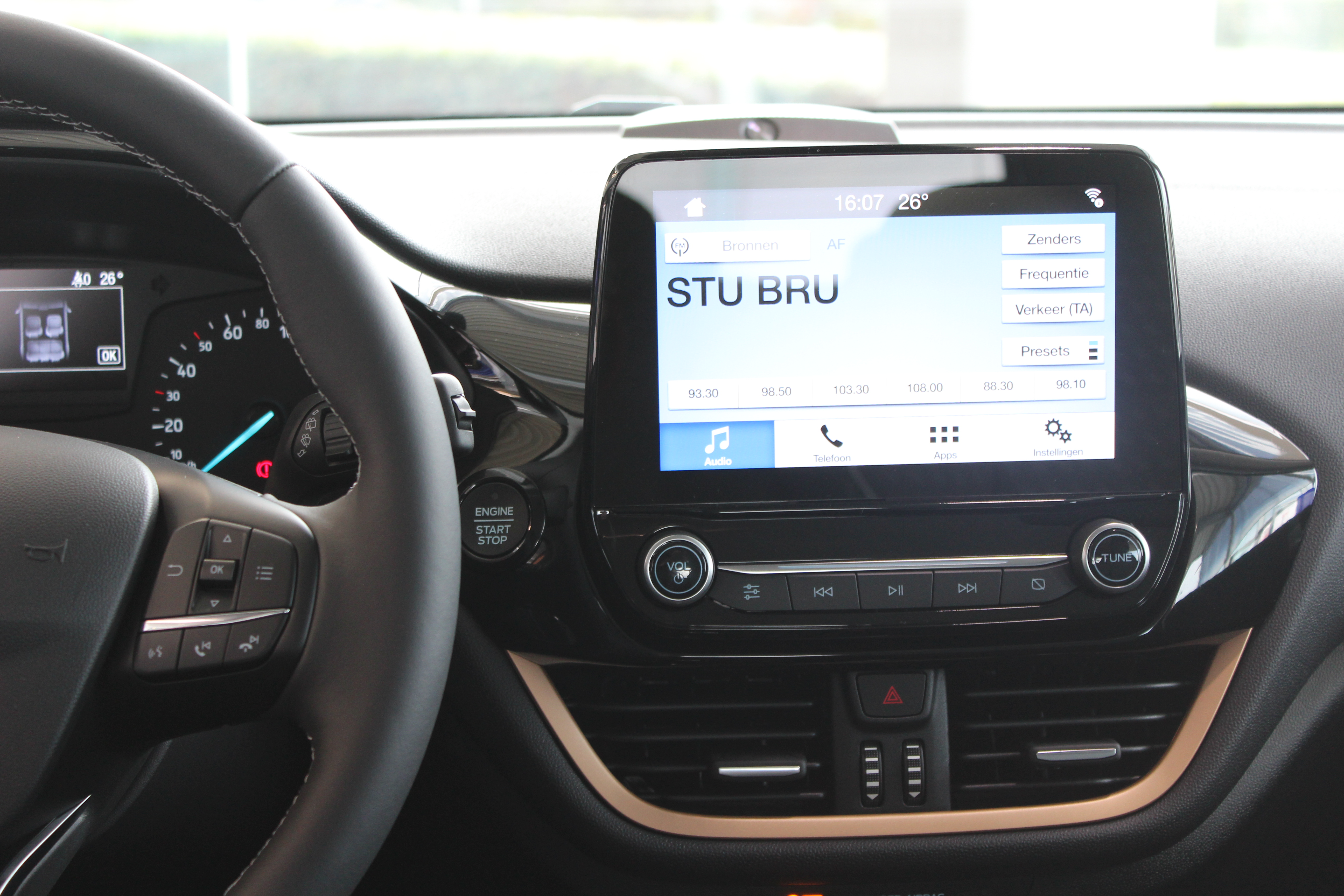
SYNC 3 aanraakscherm in de zevende generatie Fiesta

### Motoren

#### Benzine
| Type             | Motor    | Motor     | Motor   | Vermogen | Koppel | Transmissie                                | 0–100 km/h    | Topsnelheid    | Jaartal     |
| Type             | Inhoud   | Cilinders | Kleppen | Vermogen | Koppel | Transmissie                                | 0–100 km/h    | Topsnelheid    | Jaartal     |
| ---------------- | -------- | --------- | ------- | -------- | ------ | ------------------------------------------ | ------------- | -------------- | ----------- |
| 1.1              | 1084 cm³ | 3-in-lijn | 12      | 70 pk    | 105 Nm | handgeschakelde 5-bak                      | 14,9 s        | 160 km/h       | 2017- heden |
| 1.1              | 1084 cm³ | 3-in-lijn | 12      | 86 pk    | 105Nm  | handgeschakelde 5-bak                      | 11,0 s        | 170 km/h       | 2017- heden |
| 1.0 Ecoboost     | 999 cm³  | 3-in-lijn | 12      | 100 pk   | 170 Nm | handgeschakelde 6-bak / 6-traps Powershift | 10,5 / 12,2 s | 180 / 180 km/h | 2017- heden |
| 1.0 Ecoboost     | 999 cm³  | 3-in-lijn | 12      | 125 pk   | 200 Nm | handgeschakelde 6-bak                      | 9,9 s         | 195 km/h       | 2017- heden |
| 1.5 Ecoboost ST3 | 1496 cm³ | 3-in-lijn | 12      | 200 pk   | 290 Nm | handgeschakelde 6-bak                      | 6,5 s         | 232 km/h       | 2017- heden |

#### Diesel
| Type     | Motor    | Motor     | Motor   | Vermogen | Koppel | Transmissie           | 0–100 km/h | Topsnelheid | Jaartal     |
| Type     | Inhoud   | Cilinders | Kleppen | Vermogen | Koppel | Transmissie           | 0–100 km/h | Topsnelheid | Jaartal     |
| -------- | -------- | --------- | ------- | -------- | ------ | --------------------- | ---------- | ----------- | ----------- |
| 1.5 TDCi | 1499 cm³ | 4-in-lijn | 8       | 85 pk    | 215 Nm | handgeschakelde 6-bak | 12,5 s     | 175 km/h    | 2017- heden |